# Perini (cognome)
Perini è un cognome di lingua italiana.

## Varianti
Perin, Perina, Perinelli, Perinello, Perinetti, Perinetto, Perino.

## Origine e diffusione
Il cognome compare in tutto il centro-nord Italia.
Potrebbe derivare dal prenome medioevale Perino, derivato di Pietro.
In Italia conta circa 3329 presenze.
Perino è tipicamente piemontese, con ceppi in Sardegna e Sicilia; Perin è veneto; Perina è presente nel veronese.

## Persone
- Giacomo Perini (1996) – canottiere italiano
- Giancarlo Perini (1959) – ciclista su strada italiano
- Giorgio Bernardi Perini (1929) – latinista italiano